# 門羅頓 (北卡羅萊納州)
門羅頓（英語：Monroeton）是位於美國北卡羅萊納州羅京安縣的非建制地區。

## 歷史
門羅頓的郵局於1832年設立，其後於1903年停運。

## 地理
門羅頓所處的海拔為高於海平面253米（即830英呎），而該地所採用的時區為UTC-5，即北美东部时区（EST）。同時該地設有夏令時間，為UTC-5調快一小時，即UTC-4（EDT）。